# Hapoel Taibe
HaPoʿel Taibe (auch HaPoʿel Tayyibe, hebräisch הַפּוֹעֵל טַיִּבָּה, Plene: הפועל טייבה) war ein israelischer Fußballverein aus Tayyibe. HaPoʿel Taibe war der erste arabisch-israelische Verein in der höchsten israelischen Fußball-Liga. 2003 wurde er nach diversen Abstiegen aufgelöst.

## Geschichte
Der Verein wurde 1961 mit Unterstützung der Histadrut von arabischen Israelis gegründet und startete in der untersten, fünften Liga Gimmel. Es gelang in der Folge eine langsame, aber kontinuierliche Steigerung mit Aufstiegen in den Jahren 1974, 1986 und 1993. 1996 konnte HaPoʿel Taibe überraschend den Titel der zweiten israelischen Liga gewinnen und somit in die höchste Spielklasse aufsteigen, die damals noch unter dem Namen Liga Leʾummit firmierte (heute die zweite Liga hinter der Ligat haʿAl). Aufgrund der Tatsache, dass der Verein von arabischen Funktionären geführt wurde und die Mannschaft neben einigen jüdischen und ausländischen überwiegend aus arabischen Spielern bestand, kam dem Aufstieg große mediale, auch internationale Beachtung zu und löste eine Fußballbegeisterung vor allem unter jungen arabischen Israelis aus.
Die Erstligasaison 1996/1997 gestaltete sich für den finanziell und infrastrukturell schwach aufgestellten Verein schwierig. Das heimische Stadion erfüllte nicht die Voraussetzungen der höchsten Spielklasse, so waren etwa die Zufahrtswege zum Stadion nicht asphaltiert, die einzige Tribüne entsprach nicht den Sicherheitsvorschriften.  Da die Verantwortlichen des Vereins wie auch die Stadtverwaltung größere Investitionen scheuten, wurden die „Heimspiele“ des Clubs im Laufe der Saison erst in Netanja, dann in Haifa und Umm al-Fahm ausgetragen, was Fans und Spieler verstimmte.
Nach anfänglichen Achtungserfolgen – die ersten drei Heimspiele konnten alle gewonnen werden – begann ab dem 7. Spieltag eine lange, sieglose Negativserie. Am 24. Spieltag wurde Taibe während der Partie gegen Bne Jehuda Tel Aviv zudem von einem Schicksalsschlag getroffen. Den Mittelfeldspieler Waheeb Jabarra ereilte auf dem Platz ein plötzlicher Herztod. Das Spiel wurde abgebrochen und später nachgeholt. Nach der Entlassung des polnischen Aufstiegstrainers Wojciech Łazarek versuchten zunächst der ehemalige israelische Nationalspieler Zvi Rosen und später Rifaʿat Turk den Abstieg abzuwenden, jedoch ohne Erfolg. HaPoʿel belegte schließlich den letzten Platz. Zu größeren, von israelischen Sicherheitsbehörden vor der Saison befürchteten Fanauseinandersetzungen, wie es sie ein Jahr zuvor bei einem Pokalspiel Taibes gegen den für seine nationalistischen Ultras berüchtigten Verein Beitar Jerusalem gegeben hatte, kam es während der Saison nicht. Zu vergleichbaren Fankrawallen kam es erst in der darauffolgenden Zweitligasaison bei der Begegnung Taibes gegen den arabisch-israelischen Rivalen FC Bnei Sachnin, in deren Folge das Spiel abgebrochen werden musste und später mit 0:0 Toren und punktlos gewertet wurde.
Es folgte ein rasanter Absturz des Vereins, der durch Missmanagement forciert wurde. In den Spielzeiten 1999/2000 und 2001/2002 wurde HaPoʿel mit Punktabzügen wegen Verstößen gegen die Lizenzbestimmungen bestraft. Letzterer entschied den Abstiegskampf in der damals dritten Liga zu Ungunsten des Vereins. Der darauffolgende Abstieg in die Fünftklassigkeit im Jahr 2003 führte zur Insolvenz und schließlich der Auflösung von HaPoʿel Taibe. In derselben Saison gelang den ebenfalls arabisch-israelischen Vereinen Maccabi Achi Nazareth und FC Bnei Sachnin der jeweils erstmalige Aufstieg in die erste Liga.